# 힐라리우스 픽타비엔시스
힐라리우스 픽타비엔시스(라틴어: Hilarius Pictaviensis, 프랑스어: Hilaire de Poitiers, 300년 - 368년)는 푸아티에의 주교이자 교회학자이다. 생전에 아리우스파에 맹렬하게 싸운 전력으로 인하여 ‘아리우스파 잡는 망치(Malleus Arianorum)’ 또는 ‘서방의 아타나시오’라는 별명으로 불리었다. 그의 이름 힐라리오는 라틴어로 ‘행복’ 또는 ‘명랑함’이라는 뜻을 가지고 있다. 로마 가톨릭교회에 의해 성인으로 시성되었으며, 축일은 1월 13일이다.

## 초창기
힐라리오는 기원후 3세기 말엽 픽타비움(오늘날의 푸아티에)에서 이교도 부모의 아들로 태어났다. 힐라리오는 그 당시 서방 세계에서는 다소 생소하다고 할 수 있는 그리스 철학을 포함해서 좋은 고등교육을 받았다. 그는 나중에 구약성경과 신약성경을 공부하였으며, 그 결과 기독교에 대한 자신의 신플라톤주의적 생각을 포기하고 아내와 딸(성녀 아브라)과 함께 세례를 받고 그리스도인이 되었다.
힐라리오는 비록 기혼자이긴 했지만, 약 353명에 이르는 푸아티에 시민들의 강력한 지지를 받아 만장일치로 주교로 선출되었다. 당시에는 아리우스주의가 서방 교회를 전복하려는 위협적인 기세를 떨치고 있었다. 힐라리오가 당면한 가장 큰 문제는 교회의 분열을 막는 일이었다. 그의 첫 번째 행보 가운데 하나는 아직 정통 신앙을 고수하고 있는 갈리아 교회가 아리우스파인 아를의 주교 사투르니누스와 우르사키우스, 발렌스에게 내린 파문을 그대로 유지하도록 한 것이었다.
힐라리오는 또한 아리우스파에게 동조한 콘스탄티우스 2세 황제에게 그릇된 이단의 사설을 물리칠 것을 간언하였다. 하지만 이러한 그의 노력은 그리 순탄하지 않았다. 왜냐하면 오랫동안 교회 안에 일어난 분열을 조정하기 위한 목적으로 콘스탄티우스 황제가 356년 비테래(오늘날의 베지에)에 소집한 시노드에서 힐라리오는 황제의 칙령에 따라 툴루즈의 로다누스와 더불어 프리기아로 추방되어 그곳에서 4년 동안 유배 생활을 보냈기 때문이었다.

## 신학서 저술
하지만 힐라리오는 유배기간 중에도 자신의 교구를 관리 감독하는 일은 계속하였으며, 유배지에서 당시 논쟁거리였던 신학이론에 대한 자신의 생각을 담은 책을 집필하였다. 동방 교회의 신학을 접한 그는 자신의 신학을 보다 집대성하고 체계화하였으며, 358년 아리우스파의 주장에 어느 정도 기울었던 갈리아와 게르마니아, 브리타니아의 주교들을 위해 《교회회의(De synodis)》 등의 서간을 보내 애매모호한 성경 구절에 대한 동방 주교들의 가르침과 니케아 공의회의 결의문을 자세히 설명해주면서 정통 신앙에 충실하기를 권면하였다. 여기에 더해 아리우스주의에 반대하는 내용으로 《삼위일체론(De Trinitate)》을 저술하여 후대 삼위일체 신학에 큰 영향을 끼치게 된다. 열두 권의 분량에 이르는 삼위일체론은 ‘신앙에 관한 연구’와 ‘아리우스의 이론과 주장, 아리우스가 사용한 성경 구절들에 대한 체계적 논박’ 등의 내용으로 이뤄져 있다. 또한 그는 전교를 효과적으로 하기 위해 시를 이용하던 동방 교회를 모범 삼아 신자들에게 교리를 가르칠 때 음률을 붙인 찬미가를 활용토록 하는 등 서방 최초로 찬미가를 전교 도구로 사용하는 시도를 하였다.
한편 힐라리오의 적대자였던 우르사키우스와 발렌스는 힐라리오가 계속해서 아리우스파의 주장에 대하여 공개토론을 열자고 요청하자 부담을 가졌으며, 마침내 할 수 없이 힐라리오를 빨리 그의 교구로 돌려보내줄 것을 황제에게 간청하기에 이르렀다.

## 밀라노에서의 추방과 죽음

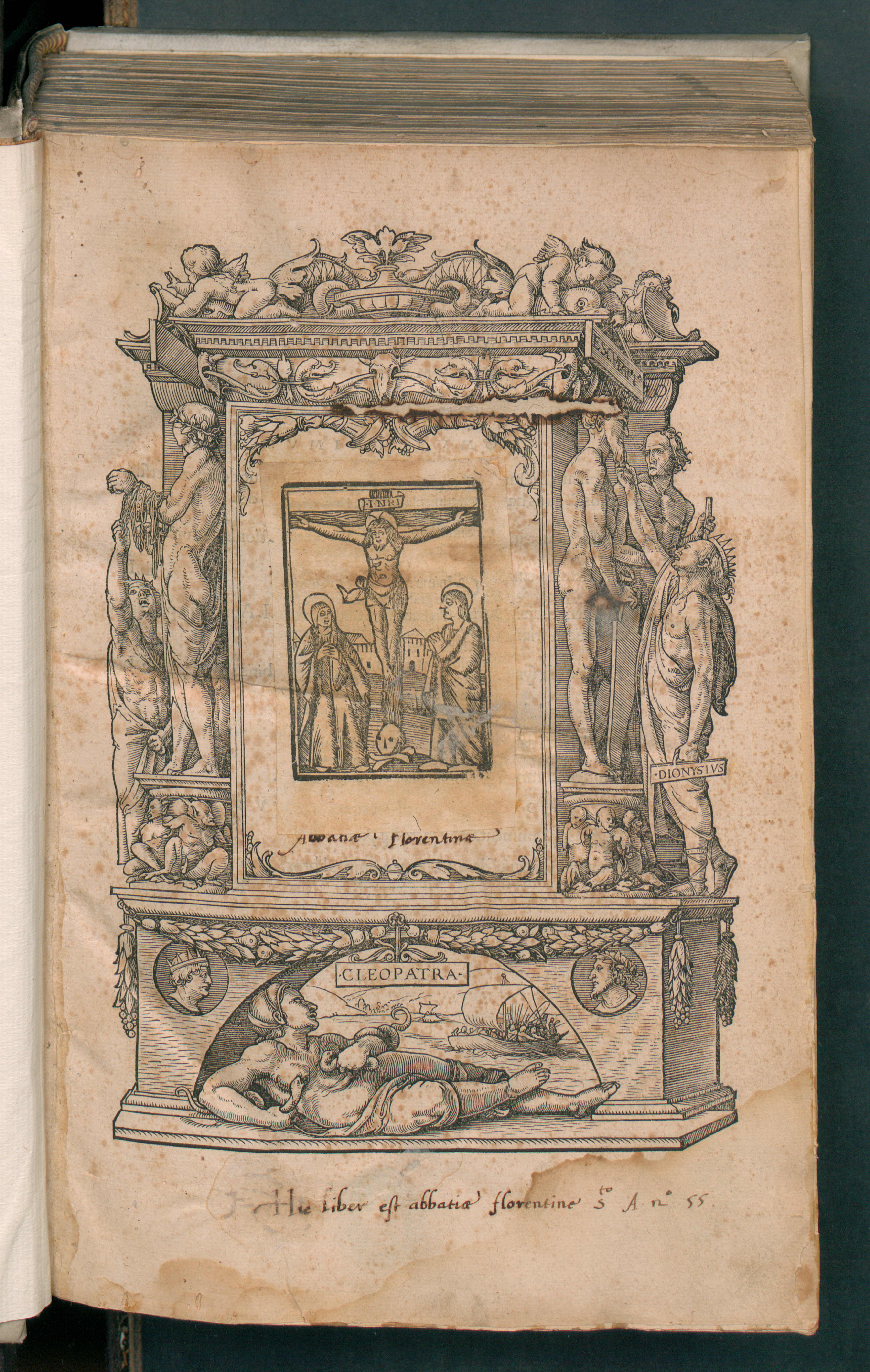
Lucubrationes, 1523

자신의 교구로 돌아온 힐라리오는 이후에도 아리우스주의에 대한 공세를 계속 이어갔다. 364년에는 갈리아 지역을 넘어서 발렌티니아누스 1세 황제로부터 신임을 받고 있던 아리우스파의 대표자인 밀라노의 아욱센티우스 주교를 이단자라고 비판하였다.
이에 아욱센티우스의 고발로 밀라노로 소환당한 힐라리오는 그곳에서 황제를 알현하고 자신과 정통 신앙에 대해 제기된 모든 공격적인 질문에 명쾌한 대답을 함으로써 굴욕감을 안겨 주었다. 그럼에도 불구하고 힐라리오는 밀라노에서 추방당하는 수모를 당하게 되었다.
365년 힐라리오는 이 당시 논쟁과 관련해서 자서전인 《Contra Arianos vel Auxentium Mediolanensem liber》를 집필하였다. 그리고 《Contra Constantium Augustum liber》에서 근래에 사망한 로마 황제를 “하느님에게 반기를 든 반역자”, “그리스도의 적”이라고 노골적으로 비난하였다.
교구장으로서의 재임 기간이 끝나갈 무렵, 힐라리오는 자신의 제자이자 나중에 투르의 주교가 되는 성 마르티노가 자신의 교구에 속한 리귀제에 수도원을 설립한 것을 격려하였다.
힐라리오는 368년에 선종하였다.

## 사후 평판과 공경
힐라리오는 4세기 중반 암브로시오 이전까지 라틴계 작가들의 명단 첫머리에 이름이 올라왔다. 히포의 아우구스티노는 힐라리오를 가리켜 ‘교회의 뛰어난 학자’라고 칭송하였으며, 힐라리오의 저술들은 이후 수세기에 걸쳐 지속적으로 높은 영향을 끼쳤다. 교황 비오 9세는 1851년 힐라리오를 교회학자로 선언하였다.
로마 가톨릭교회에서는 성 힐라리오의 축일을 1월 13일로 지내고 있으며, 1970년대 전례개혁 이전에는 1월 14일로 지냈었다.